# Procida
Procida er en lille ø tilhørende Italien. Den ligger i Napolibugten som søsterø til Capri og Ischia. Den er forbundet med den lille, ubeboede ø, Vivara med en gangbro. Øen har et areal på 4,1 km², og den har 10.694 indbyggere (2004). Den er dermed Italiens tættest befolkede ø. Der er færgeforbindelse til Pozzuoli og Napoli på det italienske fastland og til naboøen Ischia. Øens højeste punkt, Terra Murata, befinder sig 91 m.o.h.
Øen er af vulkansk oprindelse og er opstået gennem udbrud fra fire forskellige vulkaner, der alle er udslukte. På øens højeste punkt, Terra Murata, ligger en gammel borg. Trods den store befolkningstæthed på øen, findes der også ubebyggede områder på øen, og der dyrkes flere steder citroner.
Øen er bl.a. blevet kendt gennem Elsa Morantes roman Arturos ø, der foregår på Procida. I de seneste år er øen også blevet brugt til filmoptagelser, idet dele af bl.a. Postbudet og The talented Mr. Ripley er optaget her.
40°45′40″N 14°01′09″Ø / 40.7611°N 14.0193°Ø